# Sasheer Zamata

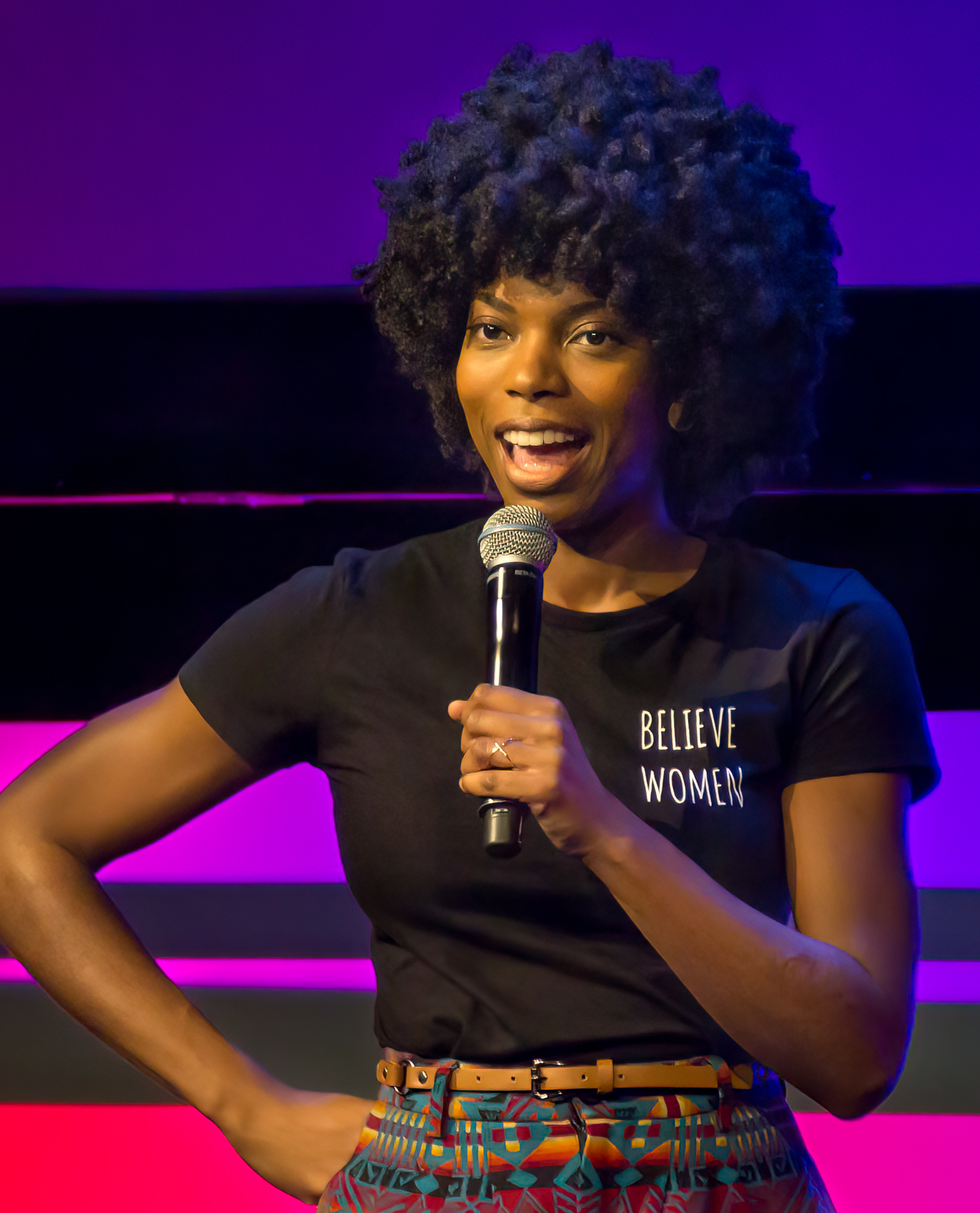
Sasheer Zamata - Standup Comedy 2018

Sasheer Zamata Moore (* 6. Mai 1986 in der Präfektur Okinawa, Japan) ist eine US-amerikanische Komikerin, Schauspielerin, Sängerin, Synchronsprecherin, Drehbuchautorin und Filmproduzentin.
Sasheer Zamata Moore wurde weltweit bekannt für ihre Auftritte als Darstellerin in der NBC-Sketch-Comedy-Serie Saturday Night Live von 2014 bis 2017. Seit ihrem Ausscheiden aus SNL hat sie durch ihre Hauptrollen in den TV-Serien Woke (2020–2022) und Home Economics (2021–2023) Aufmerksamkeit erregt. 2024 spielte Zamata in der Disney+ Marvel-Serie Agatha All Along. Sie war auch als prominente Botschafterin für die American Civil Liberties Union tätig.

## Frühes Leben
Zamata ist die Tochter der amerikanischen Eltern, Ivory Steward und Henry Moore, einem Oberstleutnant der US Air Force. Sie wurde aufgrund der militärischen Karriere ihres Vaters in der Präfektur Okinawa geboren. Sie ist eine Urenkelin von Leroy Washington Mahon, einem ehemaligen versklavten Mann, der die Stadt Fargo gegründet hat.
Zamata wuchs in Indianapolis, Indiana, auf.  Ihren Vornamen habe sie laut ihren Eltern nach dem außerirdischen blumenähnlichen Kristall namens „Sahsheer“ aus der Star-Trek-Episode By Any Other Name.
Sie ist eine Absolventin der Pike High School. Sie besuchte die University of Virginia und schloss ihr Studium mit einem Bachelor of Arts ab. Zamata war Gründungsmitglied der long-form improv comedy troupe der Universität, Amuse Bouche. Während ihrer Zeit als Studentin bei UVA nahm sie ein Semester am Disney College Programm teil, wo sie verschiedene bekannte Charaktere porträtierte.

## Karriere
Zamata tritt seit 2009 regelmäßig im Upright Citizens Brigade Theatre in New York City auf. Sie spielte in der versteckten-Kamera-Serie Would You Fall for That? von ABC News und war Darstellerin der MTV-Serie Hey Girl. Zamata erschien auch in Sketchen in Totally Biased with W. Kamau Bell u. a. mit Amy Schumer. Sie spielt in der Webserie Pursuit of Sexiness. Darüber hinaus trat sie in Sketchen für CollegeHumor und weiteren Serien auf.
Zu den Videos auf Zamatas YouTube-Kanal gehören Parodien und Imitationen von Michelle Obama, Rihanna, Nicki Minaj, Tyra Banks und Beyoncé.
Zamata spricht den Charakter Sally in Call of Duty: Infinite Warfare.
Im Jahr 2021 synchronisierte Zamata die Figur Mary in Muppets Haunted Mansion und verlieh in weiteren Animationsserien ihre Stimme.
Sie ist Co-Moderatorin von Best Friends, einem Podcast mit Ihrer Komikerkollegin Nicole Byer.

## Saturday Night Live
2014 trat Zamata der Besetzung von NBCs Saturday Night Live während der 39. Staffel bei. Sie schloss sich der SNL-Besetzung in einer Saison an, in der TV-Kritiker und schwarze Comedians die Show dafür kritisiert hatten, dass sie nicht ethnisch vielfältig sei (speziell keine schwarzen weiblichen Darsteller zu Beginn der neuen Saison eingestellt und nur fünf von ihnen in den fast 40 Jahren, in denen die Show auf Sendung war, zu haben). Zamata war die erste schwarze weibliche Hauptdarstellerin in Saturday Night Live seit Maya Rudolph (2007), die Mitte der 33. Staffel die Show verlassen hatte.
Zamata debütierte in der Sendung vom 18. Januar 2014, in der sie Rihanna darstellte. Sie wurde in der ersten Episode von Staffel 41 zum Repertoirespieler befördert. Einige ihrer wiederkehrenden Charaktere sind Janelle, ein Teenager-Mädchen, das einen YouTube-Kanal namens How 2 Dance with Janelle moderiert, und Keeley, eine Kandidatin für eine afroamerikanisch zentrierte Version von Jeopardy! namens Black Jeopardy!.
Einige ihrer prominenten Parodien waren die oben genannten Rihanna, Michelle Obama, Kerry Washington, Nicki Minaj, Beyoncé, Solange Knowles, Diana Ross, Lupita Nyong’o und Taraji P. Henson. Sie verließ die Show 2017 nach dem Finale der Staffel 42.

## ACLU und Arbeit mit Frauenrechten
Zamata wurde 2015 zur prominenten Botschafterin bei der Bürgerrechtsbewegung American Civil Liberties Union (ACLU) ernannt und begann mit dem Women's Rights Project zu arbeiten.
Das ACLU Women's Rights-Projekt zielt darauf ab, Geschlechtervoreingenommenheiten aufzuschlüsseln und „gleiche wirtschaftliche Chancen, Bildungsgerechtigkeit und ein Ende der geschlechtsspezifischen Gewalt zu gewährleisten“.
Sie hat sich bis heute zu Geschlechterdiskriminierung in den USA geäußert und sich insbesondere für Gleichberechtigung von farbigen Frauen eingesetzt.
In einem Interview mit Allure sprach Zamata über ihre Erfahrungen mit Diskriminierung und Rassismus auf Grund der Hautfarbe.

## Privatleben
In den Jahren 2009 bis 2010 wurde sie prominente Sprecherin des landesweiten AmeriCorps-Programm.
Während ihrer Disney-College-Zeit arbeitete sie in den Disney-Parks als Buzz Lightyear, um schauspielerische Erfahrungen zu sammeln.
Im Jahr 2024 gab Zamata während eines Interviews Ihr öffentliches Coming-out und engagiert sich für die Gleichstellung aller Neigungen und Geschlechter.

## Filmografie (Auswahl)
- 2005: Sticks and Stones (Kurzfilm), als sie selbst

- 2009: Michelle Obama's Breaking Point (Kurzfilm), als Michelle Obama* 2010: Tyra Banks Exclusive 2010 (Kurzfilm), als Tyra Banks
- 2010: Acid Tests (Fernsehserie), als Karen
- 2011: Subway Rush (Kurzfilm)

- 2011: Beyonce as a Mommy (Fernsehserie), als Beyonce
- 2011–2012: Jest Originals (Fernsehserie, 2 Folgen), als Chelsea und Blue Ivy
- 2012: White Powder (Kurzfilm)
- 2012: Three to One (Kurzfilm)
- 2012: The Scarf (Kurzfilm)
- 2012–2013: Fodder (Fernsehserie, 14 Folgen)
- 2012–2014: UCB Live! (Fernsehserie), als sie selbst
- 2012–2015: CollegeHumor Originals (Fernsehserie, 5 Folgen)
- 2013: Black Superheroes (Kurzfilm)
- 2013: Tie (Kurzfilm)
- 2013: Best Buy Real Home Theater Experience (Kurzfilm)
- 2013: Little Horribles (Kurzfilm)
- 2013: The Morning After (Fernsehserie, 1 Folge)
- 2013: Thingstarter (Fernsehserie, 1 Folge)
- 2013: PITtv (Fernsehserie, 1 Folge)
- 2013: Above Average Presents (Fernsehserie, 3 Folgen)
- 2013: Would You Fall for That? (Versteckte Kamera, als sie selbst)
- 2013–2014: Inside Amy Schumer (Fernsehserie, 2 Folgen)
- 2013–2015: Upright Citizens Brigade (UCB) Comedy Originals (Fernsehserie, 9 Folgen)
- 2013–2015: Pursuit of Sexiness (Fernsehserie, 11 Folgen)
- 2014: Dream Jobs
- 2014: The Crumb of It (Kurzfilm), als sie selbst
- 2014: Intimate Semaphores (Kurzfilm), als sie selbst
- 2014: Grow a Guy (Kurzfilm)
- 2014–2017: Saturday Night Live (Hauptrolle, 74 Folgen)
- 2014–2017: Saturday Night Live: Cut for Time (Fernsehserie, 8 Folgen)
- 2015: The Jay Z Story (Kurzfilm), als Beyonce
- 2015: Prom Queen (Kurzfilm)
- 2016: Sleight
- 2016: Yoga Hosers
- 2016: Transparent Saturday Night Live
- 2016: People of Earth (Fernsehserie, 1 Folge)
- 2016–2018: Night Train with Wyatt Cenac (Fernsehserie, 2 Folgen)
- 2017: Deidra & Laney Rob a Train
- 2017: The Outdoorsman
- 2017: The Special Without Brett Davis (Fernsehserie, 1 Folge)
- 2017: Sasheer Zamata: Pizza Mind (Youtube Live-Sendung)
- 2017: At Home with Amy Sedaris (Fernsehserie, 1 Folge)
- 2017–2018: Loosely Exactly Nicole (Fernsehserie, 2 Folgen)
- 2018: I Feel Pretty (Kinofilm)
- 2018: The Weekend
- 2019: Corporate (Fernsehfilm)
- 2019: Historical Roasts (Fernsehserie, 1Folge)
- 2019: Full Frontal with Samantha Bee (Fernsehserie, 1 Folge)
- 2020: Spree
- 2020: Finding Your Roots (Fernsehserie, 1 Folge)
- 2020: The Last O.G. (Fernsehserie, 1 Folge)
- 2020: Robbie (Fernsehserie, 8 Folgen)
- 2020: The George Lucas Talk Show (Fernsehserie, 1 Folge)
- 2020: The Fungies! (Fernsehserie, 2 Folgen)
- 2020–2022: Woke (Fernsehserie, 15 Folgen)
- 2021: Grand Crew (Fernsehserie, 1 Folge)
- 2021–2023: Home Economics (Fernsehserie, 42 Folgen)
- 2023: Waco: The Aftermath Adria Lafayette
- 2024: Unfrosted (Fernsehfilm)
- 2024: Agatha All Along (Fernsehserie, 8 Folgen)

## Musik (Auswahl)
- 2017: Album Pizza Mind
- 2023: Album The First Woman
- 2024: Soundtrack Agatha All Along, The Ballad of the Witches Road (Cover Version)
- 2024: Soundtrack Agatha All Along, The Ballad of the Witches Road (Sacred Chant Version)
- 2024: Soundtrack Agatha All Along, The Ballad of the Witches Road (Agatha Through Time Version)

## Synchronisation(Auswahl)
- 2015: Lucas Bros. Moving Co. (Fernsehserie), als Blackneficent
- 2016: Call of Duty: Infinite Warfare (Videospiel), als Sally
- 2016: Albert (Fernsehfilm), als Maisie
- 2017: BoJack Horseman (Fernsehserie, 1 Folge), als Ruhtie
- 2021: The Pole (Fernsehserie, 6 Folgen), als Helenor
- 2021: The Mitchells vs. the Machines (Fernsehfilm), als Jade
- 2021: Muppets Haunted Mansion (Fernsehspecial), als Ghost of Mary
- 2021–2022: Tuca & Bertie (Fernsehserie, 7 Folgen), als Kara
- seit 2023: Moon Girl and Devil Dinosaur (Fernsehserie, Hauptcast), als Flying Fox und Adria Lafayette
- 2024: Exploding Kittens (Fernsehserie, Hauptcast, 9 Folgen), als Devilcat